# Parque Estadual da Lagoa do Açú
O Parque Estadual da Lagoa do Açu (PELAG) está localizado no norte do Estado do Rio de Janeiro, entre os municípios de Campos dos Goytacazes e São João da Barra. Possui uma área de 8.251 hectares, esta unidade de conservação foi criada, entre outros objetivos, para proteger os remanescentes de vegetação nativa de Mata Atlântica, como a restinga, o mangue e uma importante área alagada, que compõe seus principais atrativos: o Banhado da Boa Vista, a Lagoa do Açu, com 13 km de extensão no litoral, e parte da Lagoa Salgada.

## Trilhas
O parque possui duas trilhas, a do tamanduá, que possui nível leve de dificuldade e aproximadamente 1h e 40 minutos de duração durante seus 2,5km de percurso; nela é possui observar diversas fisionomias vegetais, assim como alguns animais, tais como o tamanduá. A trilha da pitanga é uma trilha de interpretação ambiental possuindo um grau de dificuldade mais moderado, duração de 1h e 40 até 2h durante 2,6km percurso; nela encontramos a vegetação de restinga e o Banhado da Boa Vista além de várias pitangueiras.

## Fauna
O PELAG abriga uma grande variedade de espécies de aves ameaçadas de extinção. Aves migratórias como vira-pedras, maçarico-acanelado e maguari, além de várias outras espécies nativas, tais como: socoí-vermelho, arapapá, bate-bico, gaturamo-rei, narceja-de-bico-torto e saíra-beija-flor se encontram na umidade de conservação.
De acordo com dados do programa Vem Passarinhar - RJ, já foram avistadas mais de 500 espécies de aves, destas as espécies registradas desde o início do programa, 130 estão em alguma categoria ou status de ameaça.
Há a ocorrência de outras espécies da fauna também são encontradas, tais como: ouriço-cacheiro, tamanduá-mirim, cachorro-do-mato, entre os mamíferos.

## Flora
A vegetação presente no parque é nativa de Mata Atlântica, está presente com todas as tipologias de restinga, mangue e uma importante área alagada. São encontradas espécies como clúsia, quixabeira, pitangueira, araçá, aroeira, taboa, bromélias e orquídeas, cactos, entre outras.
A  restinga tem o importante papel de fixar areia e dunas, impedindo a erosão das praias. Seu solo é arenoso e poroso, o que facilita a infiltração da água da chuva. Esta vegetação é de grande importância para a região, pois reduz os riscos de enchente e evita a formação de dunas móveis.